# Leposoma snethlageae
Leposoma snethlageae är en ödleart som beskrevs av  Avila-pires 1995. Leposoma snethlageae ingår i släktet Leposoma och familjen Gymnophthalmidae. Inga underarter finns listade i Catalogue of Life.